# Liste des think tanks du Royaume-Uni
Cet article liste, par ordre alphabétique, les think tanks du Royaume-Uni.
À Londres, beaucoup de think tanks de droite (conservateurs) parmi les plus influents sont basés dans le quartier de Westminster, et en particulier dans la rue Tufton. Le 55 Tufton Street semble notamment avoir joué un rôle majeur dans le processus ayant conduit au Brexit, lors du référendum sur l'appartenance du Royaume-Uni à l'Union européenne.
Certains des groupes de réflexion listés ci-dessous adhèrent au réseau Atlas et/ou au Réseau de Stockholm qui fédèrent respectivement dans le monde et en Europe les think tanks et groupes de pression promouvant le libre marché, généralement dans sa version libertarienne de droite. Et selon Bernard Lecherbonnier dans son livre « Les Lobbies à l'assaut de l'Europe », « Certains think tanks du réseau de Stockholm s'affichent volontiers comme la filiale européenne des think tanks néoconservateurs américains ». Ainsi « l'European Enterprise Institute relaie ouvertement les idées d'American Enterprise Institute ».

## A–I
- Adam Smith Institute
- Africa Research Institute
- British American Security Information Council
- Bow Group
- Boyd Group
- Brand EU
- Bright Blue
- British Future
- Bruges Group
- Catalyst
- Centre for the Analysis of Social Exclusion
- Centre for Cities
- The Centre for Cross Border Studies
- Centre for Defence and International Security Studies
- Centre for Economic and Social Inclusion
- Centre for Economic Policy Research
- Centre for the Economics of Education
- Centre for Health and the Public Interest (CHPI)
- Centre for London
- Centre for Policy Studies
- Centre for Social Cohesion
- Centre for Social Justice
- Centre for Strategic Research and Analysis (CESRAN)
- Centre for Welfare Reform (CfWR)
- Chatham House
- City Mayors Foundation
- CIVITAS
- The Cobden Centre
- Commonwealth Freedom of Movement Organisation
- Commonwealth Policy Studies Unit
- Common Weal
- Compass
- The Constitution Society
- The Constitution Unit
- Cordoba Foundation
- Cornerstone Group
- Credos
- Defence Synergia
- Demos
- Development, Concepts and Doctrine Centre
- E3G
- The Education Foundation
- Economists for Free Trade
- Education Policy Institute
- Ekklesia
- Electoral Reform Society
- European Council on Foreign Relations
- Fabian Society
- Foreign Policy Centre
- Global Ideas Bank
- Global Vision
- Global Warming Policy Foundation
- Green Alliance
- Halsbury's Law Exchange
- Hansard Society
- Health Foundation
- The Henry Jackson Society
- Independent Transport Commission
- Initiative for Free Trade
- Innovation Unit
- Institute for Employment Studies
- Institute for Fiscal Studies
- Institute for Government
- Institute for Jewish Policy Research
- Institute for Public Policy Research
- Institute for Social Inventions
- Institute for Strategic Dialogue
- Institute of Advanced Study
- Institute of Economic Affairs
- Institute of Education
- Institute of Race Relations
- Institute of Welsh Affairs
- The Intergenerational Foundation
- International Growth Centre (IGC)
- International Institute for Environment and Development
- International Institute for Strategic Studies
- International Longevity Centre – UK
- Involve

## J–Z
- Jimmy Reid Foundation
- Joseph Rowntree Foundation
- Jubilee Centre
- King's Fund
- Legatum Institute
- Local Government Information Unit
- Localis
- LSE IDEAS
- Manchester Institute of Innovation Research
- MigrationWatch UK
- Million+
- Mutuo
- National Institute of Economic and Social Research
- Nesta
- New City Initiative
- New Economics Foundation
- New Local Government Network
- New Philanthropy Capital
- New Policy Institute
- New Politics Network
- Next Century Foundation
- Nuffield Council on Bioethics
- Nuffield Trust
- Official Monetary and Financial Institutions Forum
- One World Trust
- Open Europe
- Overseas Development Institute
- Oxford Research Group
- Philip Whitlam
- Polar Research and Policy Initiative
- Policy Connect
- Policy Exchange
- Policy Network
- Policy Studies Institute
- Police Foundation
- Politeia
- Population Matters (anciennement Optimum Population Trust)
- Progress
- Public Policy Institute for Wales
- Quilliam
- RAND Europe (division, indépendante du RAND Corporation)
- Reform
- Renewable Energy Foundation
- Resolution Foundation
- ResPublica
- Royal Air Force Centre for Air Power Studies
- Royal Institute of Public Administration (1922–1992)
- Royal Society of Arts
- Royal United Services Institute for Defence and Security Studies
- Science and Technology Policy Research (SPRU)
- Scotland's Futures Forum
- Scottish Constitutional Commission
- Scottish Global Forum
- Selsdon Group
- Smith Institute
- Social Affairs Unit
- Social Liberal Forum
- Social Market Foundation
- Society of Conservative Lawyers
- Stockholm Network
- Sutton Trust
- The Taxpayers' Alliance
- Theos
- UK in a Changing Europe
- United Nations Association - UK
- Unlock Democracy
- Von Hügel Institute
- WebRoots Democracy
- Young Fabians
- Young Foundation
- Welsh Centre for International Affairs
- Wales Centre for Public Policy
- Wales Governance Centre
- The Wilberforce Society
- Wales Institute of Social and Economic Research, Data and Methods
- The Work Foundation
- Z/Yen